# SUMF1
SUMF1 (англ. Sulfatase modifying factor 1) – білок, який кодується однойменним геном, розташованим у людей на короткому плечі 3-ї хромосоми.  Довжина поліпептидного ланцюга білка становить 374 амінокислот, а молекулярна маса — 40 556.
| 10         |  | 20         |  | 30         |  | 40         |  | 50         |
| ---------- |  | ---------- |  | ---------- |  | ---------- |  | ---------- |
| MAAPALGLVC |  | GRCPELGLVL |  | LLLLLSLLCG |  | AAGSQEAGTG |  | AGAGSLAGSC |
| GCGTPQRPGA |  | HGSSAAAHRY |  | SREANAPGPV |  | PGERQLAHSK |  | MVPIPAGVFT |
| MGTDDPQIKQ |  | DGEAPARRVT |  | IDAFYMDAYE |  | VSNTEFEKFV |  | NSTGYLTEAE |
| KFGDSFVFEG |  | MLSEQVKTNI |  | QQAVAAAPWW |  | LPVKGANWRH |  | PEGPDSTILH |
| RPDHPVLHVS |  | WNDAVAYCTW |  | AGKRLPTEAE |  | WEYSCRGGLH |  | NRLFPWGNKL |
| QPKGQHYANI |  | WQGEFPVTNT |  | GEDGFQGTAP |  | VDAFPPNGYG |  | LYNIVGNAWE |
| WTSDWWTVHH |  | SVEETLNPKG |  | PPSGKDRVKK |  | GGSYMCHRSY |  | CYRYRCAARS |
| QNTPDSSASN |  | LGFRCAADRL |  | PTMD       |  |            |  |            |

A: Аланін

C: Цистеїн

D: Аспарагінова кислота

E: Глутамінова кислота

F: Фенілаланін

G: Гліцин

H: Гістидин

I: Ізолейцин

K: Лізин

L: Лейцин

M: Метіонін

N: Аспарагін

P: Пролін

Q: Глутамін

R: Аргінін

S: Серин

T: Треонін

V: Валін

W: Триптофан

Кодований геном білок за функцією належить до оксидоредуктаз. 
Задіяний у таких біологічних процесах як поліморфізм, альтернативний сплайсинг. 
Білок має сайт для зв'язування з іонами металів, іоном кальцію. 
Локалізований у ендоплазматичному ретикулумі.